# Katholischer Siedlungsdienst
Der Katholische Siedlungsdienst e.V.  (KSD) ist der Dachverband der Wohnungs- und Immobilienunternehmen der römisch-katholischen Kirche in Deutschland. Ebenso der Wohnungs- und Immobilienunternehmen, die dieser Kirche nahe stehen.

## Struktur
Vereinsmitglieder des KSD sind die 27 deutschen Bistümern und 45 bauende Wohnungsunternehmen, darunter die Aachener Siedlungs- und Wohnungsgesellschaft. Die in der Nachkriegszeit zur Bekämpfung der Wohnungsnot gegründeten kirchlichen Siedlungswerke bewirtschaften ihren Immobilienbestand und den Dritter. Insbesondere für kirchliche und caritative Einrichtungen übernehmen sie Bauträgergeschäft, Projektentwicklung und Baubetreuung.

## Sozialer Auftrag
Die Versorgung mit bezahlbarem Wohnraum ist seit Gründung der kirchliche Auftrag. Der Sozialauftrag der kirchlichen Wohnungsunternehmen ist nun die Schaffung von lebenswertem, bezahlbarem Wohnraum für Familien, Senioren und Menschen geringem Einkommen sowie die Realisierung von Sozialimmobilien im Quartier. Das geschieht in Zusammenarbeit mit Caritas, SKF, SKM oder Behindertenverbänden.

## Lobbyarbeit
Als Bundesverband für Wohnungswesen und Städtebau vertritt der KSD e.V. die Interessen seiner Mitglieder, zu denen auch überdiözesane Einrichtungen und Organisationen kirchlichen Hintergrunds gehören. Dazu gehören neben Betreuung und Information die politische Interessenvertretung und die Vernetzung der Mitglieder sowie ihrer institutionellen und wirtschaftlichen Partner untereinander.

## Kritik
Der Leiter des Nell-Breuning-Instituts, Bernhard Emunds kritisierte, dass heute zu wenig neuer Wohnraum geschaffen würde. Gebündelte Einkaufsmacht sollte ebenso genutzt werden wie billigeres Bauen nach schlichten Mustern. Dazu fehlten klare Vorgaben der Bistumsleitungen, so dass die Siedlungswerke „als cashcows der Diözesen“ fungieren. Auch der Immobilienexperte Andreas Becker betont die Notwendigkeit einfachen Bauens statt höherwertiger Ausstattung und erwartet von der Kirche mehr Ideen „bis hin zu Mietkauf-Konzepten oder Finanzierungsangeboten kirchlicher Banken“.
Carsten Frerk verweist auf die Erbbaugrundstücke und 150.000 Wohnungen im Besitz der Kirchen. Er betrachtet das weitgehend unbekannte unternehmerische Gebaren kritisch. Als problematisch, aber vorteilhaft für die Kirchen bewertet er die Aufsplitterung der Unternehmungen in diverse Rechtsträger.